# 6604-es mellékút (Magyarország)
A 6604-es számú mellékút egy közel húsz kilométer hosszú, négy számjegyű országos közút Baranya vármegyében; a megyeszékhely Pécs és a tőle északnyugatra fekvő, idegenforgalmi szempontból jelentős két település, Orfű és Abaliget között teremt közúti összeköttetést.

## Nyomvonala
A 6-os főútból ágazik ki, annak 200,700-as kilométerszelvénye előtt, Pécs-Uránváros északnyugati szélén. Kezdeti szakaszán a helyi neve Páfrány utca, majd a Magyarürögi út nevet veszi fel. Pécs mecsekoldali városrészei, Makár, Ürög, Donátus, Istenkút és Kismélyvölgy mellett halad el, a harmadik kilométerétől már Abaligeti út néven.
4 kilométer után hagyja el a város belterületeit, a folytatásban egy szerpentines erdei szakasza következik, melynek települési elnevezése Ranga László pécsi születésű, hatszoros magyar bajnok és háromszoros Eb-futamgyőztes raliversenyző és navigátor nevét őrzi. 6,4 kilométer közelében leágazik egy bekötőút Szentkút felé, majd el is halad a városrész északnyugati széle mellett.
Majdnem pontosan a 8. kilométerénél torkollik bele a 6603-as út, 9,4 kilométer megtétele után, Remeterét kirándulóhely északi szélénél. Innen az út már Pécs és Orfű határvonala közelében, de még pécsi területen húzódik; alig ötven méterrel a tizedik kilométere után lép csak teljesen Orfű területére. A 12+250-es kilométerszelvényénél ágazik ki belőle észak felé a 6608-as út, ez vezet Orfű központjába, a hozzá tartozó Mecsekrákos és Mecsekszakál településrészekbe és onnan Magyarhertelendre.
14,7 kilométer után éri el az út Abaliget határát; alig 150 méteren át a határvonalat kíséri, majd be is lép a településre. A 15. kilométerénél ér be a település házai közé, majd 15,2 kilométer után kiágazik belőle észak felé a 6611-es út. Itt Kossuth utca, majd 16,9 kilométer után, a település északnyugati részén Széchenyi utca néven folytatódik. A 18. kilométerénél lép ki a településről, utolsó méterein még keresztezi egy régi, felszámolt vasút nyomvonalát, és a 6601-es útba beletorkollva ér véget, annak 10+600-as kilométerszelvényénél.
Teljes hossza, az országos közutak térképes nyilvántartását szolgáló kira.gov.hu adatbázisa szerint 19,036 kilométer.